# Harold S. Sawyer

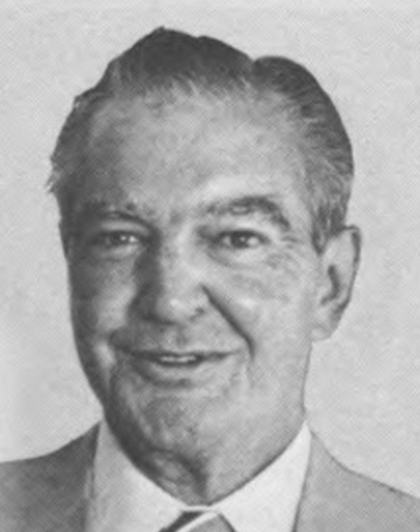
Harold S. Sawyer

Harold Samuel Sawyer (* 21. März 1920 in San Francisco, Kalifornien; † 3. April 2003 im Kent County, Michigan) war ein US-amerikanischer Politiker. Zwischen 1977 und 1985 vertrat er den Bundesstaat Michigan im US-Repräsentantenhaus.

## Werdegang
Harold Sawyer besuchte die öffentlichen Schulen seiner Heimat und das Marin Junior College. Danach studierte er bis 1940 an der University of California in Berkeley. Während des Zweiten Weltkrieges diente Sawyer zwischen 1941 und 1945 in der US Navy. Nach einem Jurastudium und seiner Zulassung als Rechtsanwalt begann er in Grand Rapids (Michigan) in seinem neuen Beruf zu arbeiten. Zwischen 1968 und 1976 war Sawyer Mitglied einer Kommission zur Revision der Staatsgesetze von Michigan. In den Jahren 1975 und 1976 war er Staatsanwalt im Kent County.
Politisch war Sawyer Mitglied der Republikanischen Partei. Bei den Kongresswahlen des Jahres 1976 wurde er im fünften Wahlbezirk von Michigan in das US-Repräsentantenhaus in Washington, D.C. gewählt, wo er am 3. Januar 1977 die Nachfolge von Richard Vander Veen antrat. Nach drei Wiederwahlen konnte er bis zum 3. Januar 1985 vier Legislaturperioden im Kongress absolvieren. Im Jahr 1984 verzichtete er auf eine weitere Kandidatur. Nach seinem Ausscheiden aus dem US-Repräsentantenhaus zog er sich aus der Politik zurück. Harold Sawyer starb am 3. April 2003 in seinem Anwesen in dem kleinen Ort Algoma.